# Tripyla crassicuada
Tripyla crassicuada is een rondwormensoort uit de familie van de Tripylidae.